# Janko Nilovic
Janko Nilovic est un musicien franco-monténégrin né à Istanbul en 1941.

## Biographie
Janko Nilovic, né à Istanbul en 1941, d'un père yougoslave et d'une mère grecque. Monténégrin, il a été naturalisé français en 1973. Il est un compositeur majeur aux six pseudos différents (Andy Loore, Emiliano.Orti, Alan Blackwel...) depuis plus de 50 ans mais aussi arrangeur pour Gérard Lenorman, Michel Jonasz pour lequel il a composé jusqu’en 1969. Janko s’est fait notamment remarquer pour ses musiques d’illustration sonore, auprès des Editions Neuilly, Sforzando mais surtout des Editions Montparnasse 2000 pour lesquelles il enregistre le fameux Psyc Impression sorti en 1969 samplé quarante ans plus tard par Jay Z. Dix-neuf autres disques sortiront sur ce label dont les chefs-d’œuvre Soul Impression et Rythmes Contemporains qui ne cessent d’être réédités sur d'autre labels étrangers et français tellement ils sont prisés par les collectionneurs de la planète. La musique de Janko est aussi présente dans des films, des documentaires. De fait, pour Janko, la musique doit inconsciemment s’associer à l’image, d’où le terme de musique illustrative pour qualifier sa musique.

## Discographie
- The Spirit Of Voodoo – Voodoo Ju Ju Obsession[7], 1969
- Voodou Juju – The Voodou Juju Drug[8],1969
- Janko Nilovic – Psyc Impressions[9], 1969
- Andy Loore - Ambiance Rythmes Vol.5[10], 1970
- Jerry Mengo, Janko Nilovic, Richard Morand - Black Jack Party Disque Éditions Montparnasse 2000 - Montparnasse MP 12, 1970
- Andy Loore / Janko Nilovic / Claude Benaya – Bastringue Au Saloon[11], 1971
- Janko Nilovic Et Son Orchestre – Musique Pour Les Enfants Sages[12], 1971
- Janko Nilovic And Dave Sucky – Vocal Impressions[13],1971
- Giant – Giant[14], 1972
- Janko Nilovic – Pop' Impressions[15], 1972
- Janko Nilovic Featuring J.-P. Alarcen – Supra Pop Impressions[16], 1973
- Janko Nilovic – Chorus[17], 1974
- Janko Nilovic – Rythmes Contemporains, 1974[18]
- Mad Unity – Funky Tramway[19], 1975
- Janko Nilovic – Percussions Dans L'Espace[20], 1975
- Janko Nilovic – Soul Impressions[21], 1975
- Janko Nilovic – Super America[22], 1976
- Janko Nilovic / Willy Albimoor – Pop Shopin[23], 1976
- Janko Nilovic – Un Couple Dans La Ville[24], 1976
- Janko Nilovic – Concerto Pour Un Fou[25], 1977
- Janko Nilovic – Un Homme Dans L'Univers[26], 1978
- Janko Nilovic – Balkans Impressions[27], 1979
- Graziella Madrigal / Janko Nilovic – Histoires Sans Paroles[28], 1979
- Andy Loore – Musique Pour Films Muets[29], 1986
- Janko Nilovic – Supra Hip Hop Impressions[30], 2016
- Janko Nilovic, Davy Jones – The Definitive Ju Ju Records Collection[31], 2017
- Andy Loore – Water Show
- Janko Nilovic – Jazz Impressions 1
- Janko Nilovic – Jazz Impressions 2
- Janko Nivolic & The Soul Surfers - Maze Of Sounds, 2020
- Janko Nivolic & The Soul Surfers - Two Tales For The Mind, 2022

## Musique de films
- 1966 : A nous deux, Paris ! de Jean-Jacques Vierne - (en collaboration avec Olivier Despax
- 1972 : Les Désaxées de Michel Lemoine - (en collaboration avec Daniel Fauré et Daniel White)
- 1972 : Pic et pic et colegram de Rachel Weinberg - (en collaboration avec Gheorghe Zamfir)
- Le professeur D'américain (1980 - 1981)
- Le tombeau des musiciens (1983)

## Musique de publicités
- Pep Music - Ducros (1971 - 72 : Vinyl)
- Campagne RTL / EUR 1 / Radio Montecarlo / Sud Radio. Titres : Hommage à Pelé - One Together
- Les no 1 de la musique publicitaire : (1972 - 1973 / Vinyl)
- Ballade Pour Marie : Artichauts Bretons
- A L'ombre de Notre-Dame : Sécurité routière
- La Guerre des Bouffons : Esso & Le chat
- Concerto for a Star : After Height
- Ballade pour Marie : Ceintures de Sécurité
- Atchika boum : Chiffonet
- Improvisation Pour 2 voix : Keranove
- Ballet dans l'espace : Spic Ballet
- Week-End A chelsea : K. Way
- Cinzano : Pub Cinema / 1973 (Big Bans Jazz : 25 musiciens)

## Séries
- Ovni(s) : Centre atomique - Un homme dans l'univers[32]